# Platanenweg
De Platanenweg is een straat in Amsterdam-Oost.

## Geschiedenis en ligging
De straat kreeg per raadsbesluit op 24 juni 1953 haar naam, een vernoeming naar de plataan. Meerdere straten en pleinen in de buurt zijn vernoemd naar bomen.
De straat heeft haar begin aan de Wibautstraat even ten noorden van het Wibautpark. De straat loopt naar het noordoosten en eindigt aan de Olmenweg. Omdat de zuidelijke bebouwing met de kopse kant tegen de weg aan staat, worden de toegangspaden tot die woningen ook tot de Platanenweg gerekend als ook een straatstrook aan de andere zijde van de bebouwing. Die laatste strook ligt in de luwte van de Spoorlijn Amsterdam – Utrecht, die hier sinds de Spoorwegwerken Oost rond 1939 op een dijklichaam ligt. Officieel behoort ook het fietspad naar en de onderdoorgang van de Ben Viljoenspoorbrug ook tot de Platanenweg.
De wijk werd rond 1953 ingericht met onder andere riolering.
In de jaren 1970 tijdens de bouw en afzinking van de metrocaissons van de Oostlijn in de Wibautstraat was de straat tezamen met de groenstrook die tegenwoordig tot het Wibautpark behoort en een deel van de Vrolikstraat tijdelijk in gebruik als verkeersweg stadinwaarts. Na de aanleg van de metrotunnel verdween het doorgaande verkeer weer en keerde ook de groenstrook geheel terug.

## Gebouwen
Aan de zuidkant staan vier laagbouw flatgebouwen op een rijtje met zigzaggende nummering:
- de zuidelijkste heeft portieken 2-4, 6-8 en 10-12 (begin aan de Platanenwegkant)
- dan volgt 14-16, 18-20, 22-24 (begin bij dijklichaam)
- dan volgt 26-28, 30-32 en 34-36 (begin aan de Platanenwegkant)
- de noordelijkste flat draagt huisnummers 38-40, 42-44 en 46-48 (begin bij dijklichaam)

Een vijfde soortgelijke flat sluit de serie af, maar kreeg huisnummers 2-12 aan de Olmenweg mee. Tegen die flat staat nog een klein gebouwtje Platanenweg 50. De flats in de categorie Airey-woningen hebben alle dezelfde indeling, vorm en kleur. Ze zijn ontworpen door architect ingenieur Henri Timo Zwiers. De vijf stroken met elk drie portieken bevatten 120 woningen.
In de 21e eeuw was Stadgenoot de eigenaar van de vijf gebouwen, maar wist niet goed wat met deze woningen te doen. Sloop leek de enige optie, alhoewel de woningen in de jaren tachtig al een keer gerenoveerd waren. Ze voldeden desalniettemin niet meer aan de eisen/wensen van eventueel nieuwe bewoners. Belangrijkste problemen waren tocht en vocht. Bewoners en de gemeente Amsterdam wisten Stadgenoot over te halen niet tot sloop over te gaan en de vijf gebouwen te renoveren. De gemeente Amsterdam wilde met name het cultureel erfgoed van deze woningen uit de jaren vijftig bewaren. Naar de mening van de gemeente waren al te veel van dit soort projecten gesloopt (zie bijvoorbeeld ook het behoud van Amstelhof. Bij die renovatie kregen sommige woningen nieuw sanitair en cv-HR-ketels. Bij renovatie van het uiterlijk werd voor zover mogelijk de oude kleurstelling teruggehaald. Zo kregen de door Zwiers ontworpen karakteristieke geelkleurige balkonhekken en -deuren met gouden bolletjes hun oorspronkelijk gele kleur terug. Kozijnen kregen hun witte kleur terug, terwijl de beweegbare ramen daarin een rode omlijsting kregen. Kozijnen van gemeenschappelijke ruimten werden wit en blauwgrijs. Balkons aan de achterzijde werden lichtgrijs tot wit.
De Platanenweg kent slechts één oneven huisnummer; nummer 5 is een van de ingangen van The Student Hotel, gevestigd in het Paroolgebouw, het voormalige hoofdkantoor van dagblad Het Parool.
Amsterdam kent een gebouw met de naam Plataan; dit gebouw staat in Amsterdam Nieuw-West.

## Kunst
Voor wat betreft kunst in de openbare ruimte zijn er verschillende objecten te zien:
- Rond 2013 werd het kunstwerk Wayang Tugela aangebracht in de onderdoorgang Ben Viljoenspoorbrug.
- In 2016 werd een blinde muur van het Paroolgebouw, Platanenweg 5, voorzien van een muurschildering door D*Face (Dean Stockton). Hij kwam met een schildering in een stijl die doet denken aan Roy Lichtenstein mede dankzij de Ben-Day dots. Hij schilderde een blondine, die weggelopen lijkt te zijn uit een comic via een wolkje de tekst sprekend: ...I feel so ...incomplete.[1]
- In mei 2019 werden tien muurschilderingen geplaatst op blinde gevels aan de Platanenweg en Olmenweg onder de titel If walls could speak.

## Afbeeldingen

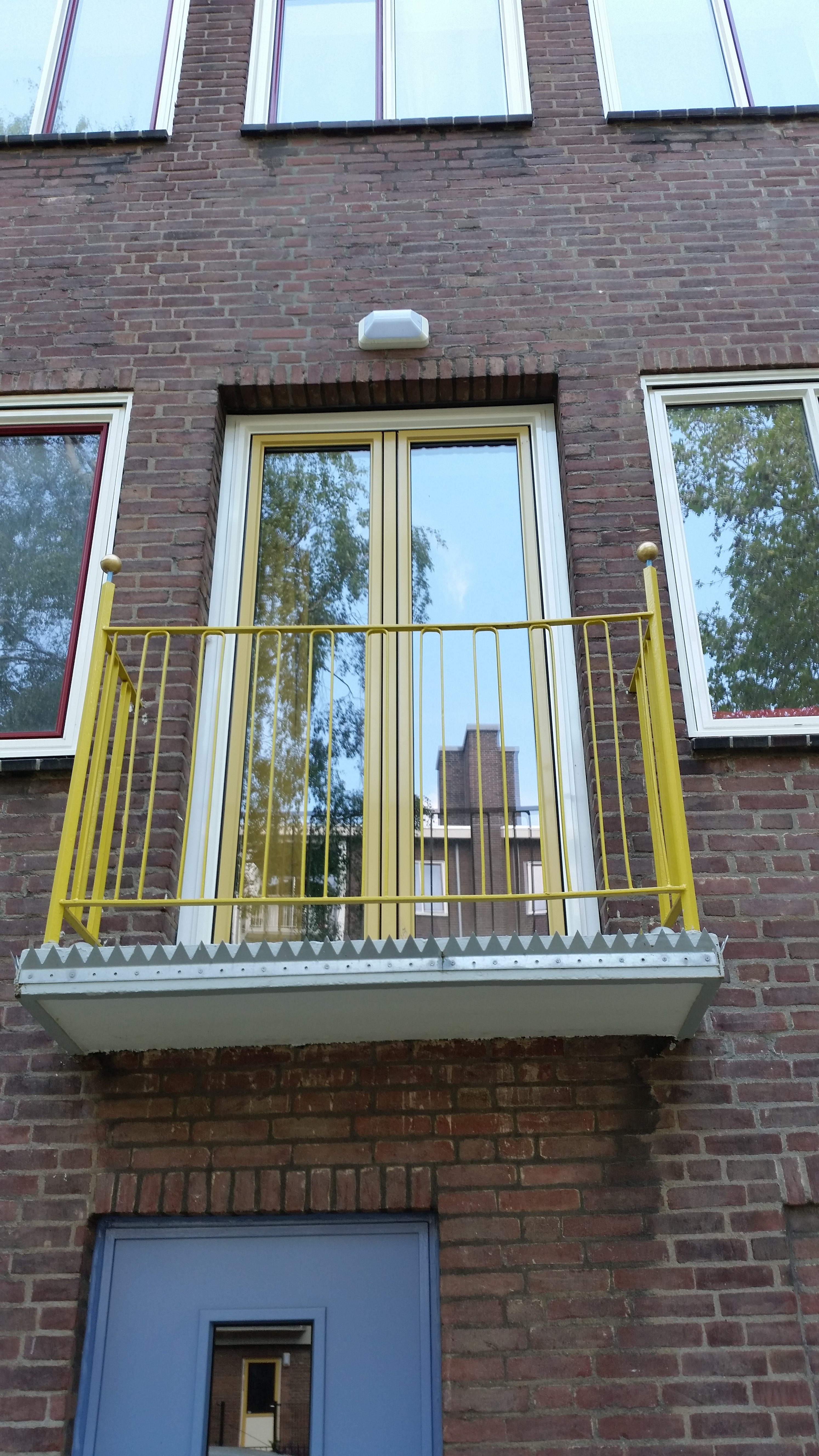
Gekleurd balkon; wit en grijs balkon met gele balustrade en goudkleurige ballen (mei 2019)
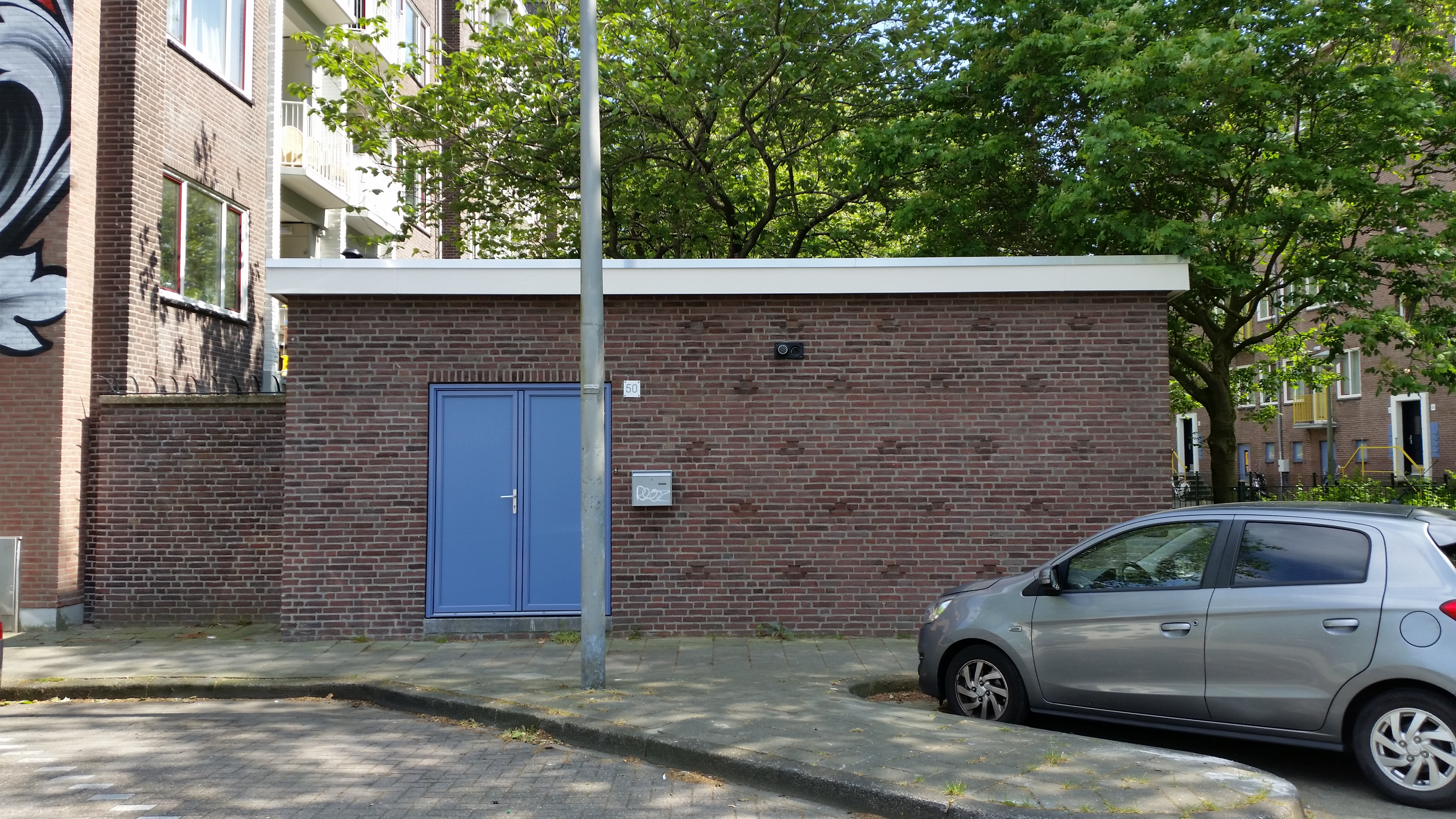
Platanenweg 50 (mei 2019)
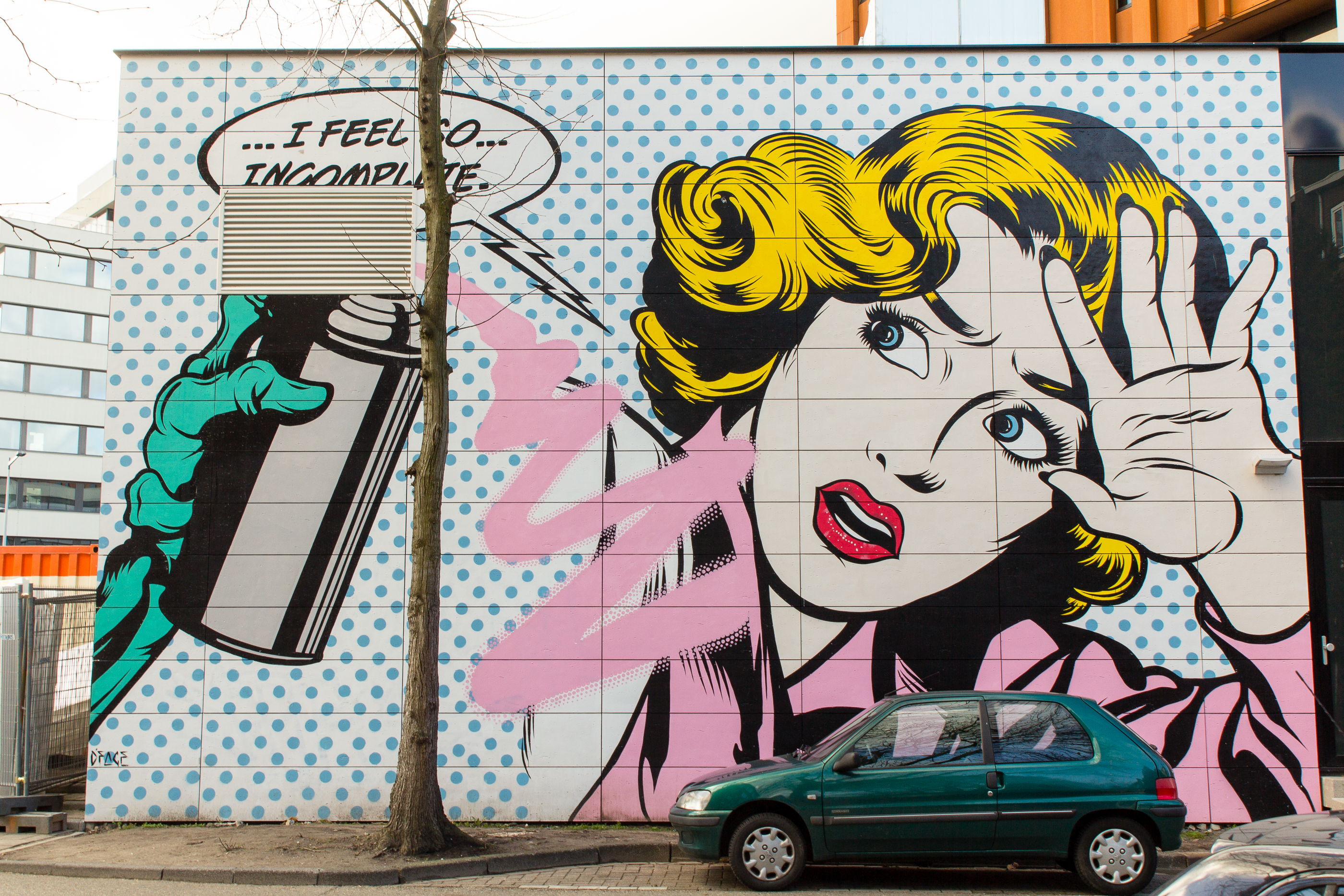
I feel so incomplete (februari 2017)
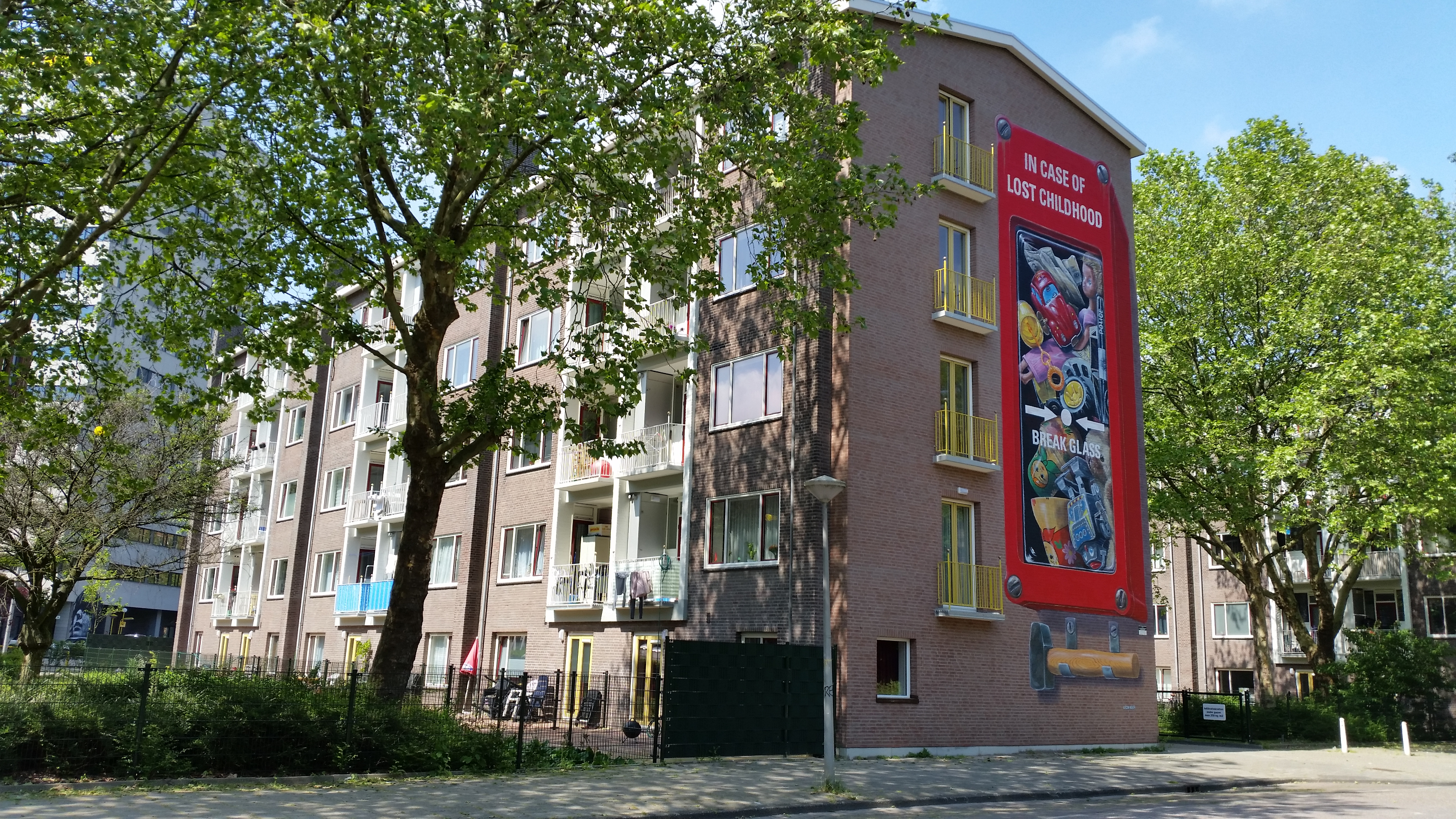
In case of lost childhood (mei 2019)